# Lepidoplaga flavicinctalis
Lepidoplaga flavicinctalis là một loài bướm đêm trong họ Crambidae.